# Моцецей
Моцецей (рум. Moțăței) — село у повіті Долж в Румунії. Входить до складу комуни Моцецей.
Село розташоване на відстані 233 км на захід від Бухареста, 55 км на південний захід від Крайови.

## Населення
За даними перепису населення 2002 року у селі проживали 6352 особи, з них 6349 осіб (> 99,9%) румунів. Усі жителі села рідною мовою назвали румунську.